# Kippregel

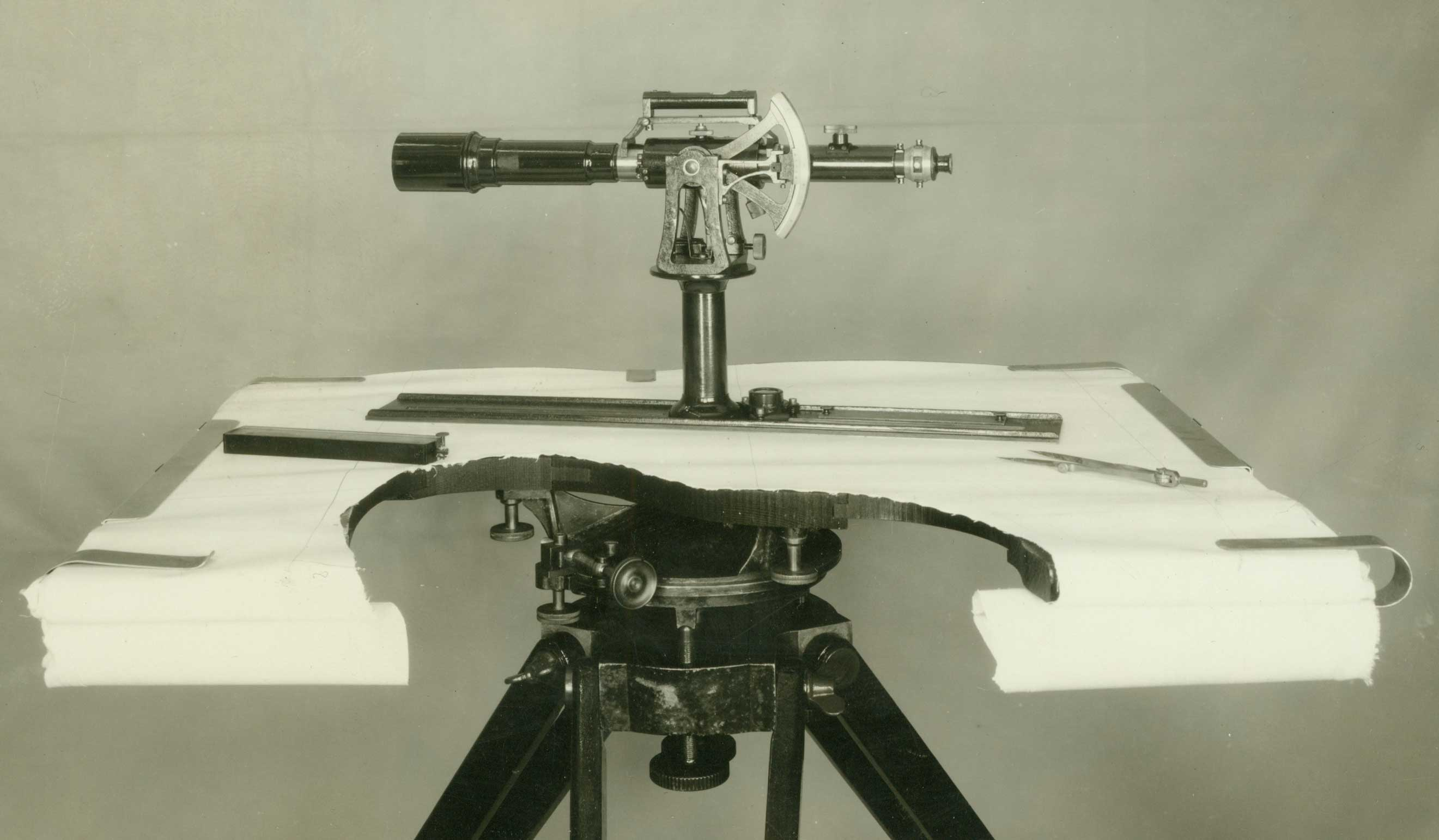
Kippregel samt Messtisch (aufgeschnitten)

Die Kippregel (auch Fernrohrlineal, seltener Fernrohrdiopter oder Messtischaufsatz) ist ein historisches Gerät zur Landesvermessung und stellt ein stark verbessertes Diopterlineal dar; letzteres wurde auch Regel genannt, vermutlich nach der französischen Vokabel règle für „Lineal“.
Als Werkzeug diente die Kippregel zur zeichnerischen Erfassung von Polarkoordinaten, indem mit ihrer Hilfe die Richtung der aufzunehmenden Punkte eingestellt und markiert wurde. Deren Horizontalwinkel und Distanz wurden stets auf einen Vermessungspunkt bezogen, der sich senkrecht unter dem Messtisch befand und mit Lot und Lotgabel durch pikieren auf den Zeichnungsträger übertragen wurde.
Die Kippregel ist ein Bestandteil der Messtischausrüstung. Sie besteht aus einer Säule mit einem beweglichen Fernrohr zur optischen Distanzmessung und einem parallel zur optischen Achse beweglichen, meist aus Neusilber oder Messing bestehenden Lineal. Sie wird auf das horizontal ausgerichtete Messtischblatt aufgesetzt, auf dem das Kartenblatt fixiert wird. Der Messtisch ist zusammengesetzt aus Messtischplatte oder -blatt, -kopf und Stativ.
Vor der Einführung des elektronischen Tachymeters wurden mit Messtisch und Kippregel tachymetrische Aufnahmen durchgeführt, bei denen Geländepunkte lage- und höhenmäßig polar aufgenommen und gleichzeitig kartiert wurden. Kippregeln konnten mit einer Bussole ausgerüstet sein, was aber vom  Material für das Stativ des Messtisches, seinen Einzelteilen und der Kippregel Nichtmagnetisierbarkeit verlangte.
Erhalten blieb der Begriff „Messtischblatt“ für die topografische Karte im Maßstab 1:25.000 (TK25), die im Rahmen der Preußischen Neuaufnahme Ende des 19. Jahrhunderts erstmals hergestellt wurde.